# Parbubu Dolok
Parbubu Dolok is een bestuurslaag in het regentschap Tapanuli Utara van de provincie Noord-Sumatra, Indonesië. Parbubu Dolok telt 1101 inwoners (volkstelling 2010).